# 蒂卢瓦莱孔蒂
蒂卢瓦莱孔蒂（法語：Tilloy-lès-Conty，法語發音：[tilwa lɛ kɔ̃ti]，意为“孔蒂附近的蒂卢瓦”）是法国上法蘭西大區索姆省的一个旧市镇，属于亚眠区。2019年，蒂卢瓦莱孔蒂与邻近的2个市镇合并为新市镇奥德塞勒。

## 地理
蒂卢瓦莱孔蒂（49°45'15"N, 2°10'36"E）面积6.34 平方千米，位于法国上法蘭西大區索姆省，该省份为法国北部沿海省份，北起加来海峡省和北部省，西接滨海塞纳省和大西洋英吉利海峡，南至瓦兹省，东临埃纳省。
与蒂卢瓦莱孔蒂接壤的市镇（或旧市镇、城区）包括：。
蒂卢瓦莱孔蒂的时区为UTC+01:00、UTC+02:00（夏令时）。

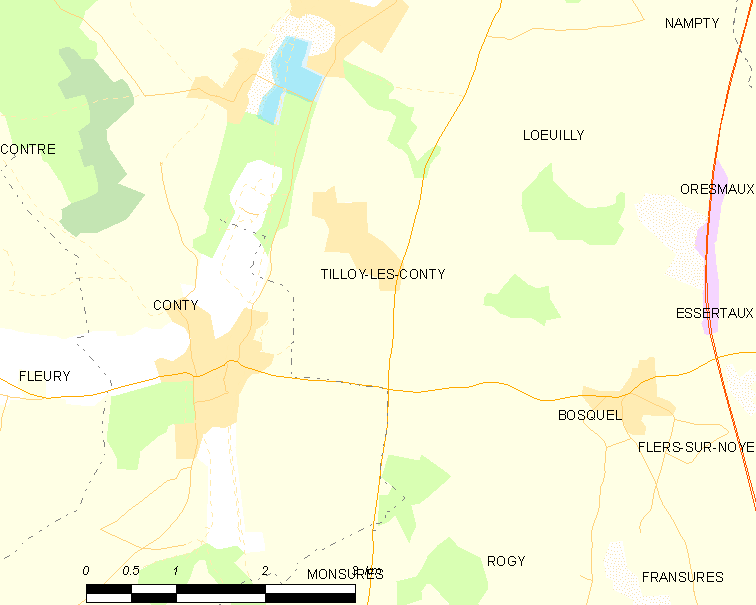
蒂卢瓦莱孔蒂的OSM定位图

## 行政
蒂卢瓦莱孔蒂的邮政编码为80160，INSEE市镇编码为80761。

## 政治
蒂卢瓦莱孔蒂所属的省级选区为努瓦河畔阿伊县。

## 人口

1962-2008年间蒂卢瓦莱孔蒂人口变化图示

蒂卢瓦莱孔蒂于2018年1月1日时的人口数量为245人。